# Lucas Andersen
Lucas Qvistorff Andersen (Aalborg, 13 september 1994) is een Deens voetballer die bij voorkeur op het middenveld speelt. Hij speelt sinds februari 2024 bij Queens Park Rangers FC Hij speelde rond de 50 wedstrijden in het eerste elftal van AFC Ajax.Andersen debuteerde in november 2014 in het Deens voetbalelftal.

## Clubcarrière

### Aalborg BK
Andersen maakte zijn debuut voor Aalborg in de Deense competitie op 5 maart 2011. Hij was toen 16 jaar en 174 dagen oud. Hiermee is hij de jongste speler die ooit voor Aalborg uitkwam in de competitie en tevens de tweede jongste speler ooit in de competitie. Andersen wordt gezien als het grootste talent uit de jeugdopleiding van AaB sinds Jesper Grønkjær. Andersen speelde zichzelf in het elftal als rechtsmid, maar kreeg in het begin van het seizoen 2012/13 een aanvallendere rol als schaduwspits toegewezen. Hij speelde 41 wedstrijden voor AaB en wist daarin 3 keer tot scoren te komen.

### Ajax
Op 19 maart 2012 hebben Ronald de Boer en John Steen Olsen namens Ajax de wedstrijd tegen HB Køge bijgewoond. Andersen zou de zesde Deen zijn in Amsterdam nadat Ajax eerder Christian Eriksen, Nicolai Boilesen en Viktor Fischer scoutte en Lasse Schöne en Christian Poulsen transfervrij hebben overgenomen van respectievelijk NEC Nijmegen en Évian Thonon Gaillard FC. Andersen liet weten graag voor Ajax te spelen. De transfersom bedroeg vermoedelijk 1,5 miljoen euro. Ook Liverpool en Borussia Dortmund wilden Andersen vastleggen. Op 31 augustus 2012, de slotdag van de transferperiode, werd de deal beklonken en werd Lucas Andersen officieel Ajacied.
Op 2 november 2012 maakte Ajax-trainer Frank de Boer bekend dat Lucas Andersen voor het eerst bij de selectie van het eerste elftal zat, voor de wedstrijd tegen Vitesse in de eigen Amsterdam ArenA. Op 8 december van dat jaar maakte hij zijn debuut in het eerste elftal tijdens de wedstrijd Ajax - Groningen (2-0). In de 79e minuut kwam hij in het veld voor Danny Hoesen. In de 88e minuut krijgt hij door een slimme steekpass van zijn landgenoot Viktor Fischer nog een scoringskans, maar de paal stond een doelpunt in de weg.
Op 5 augustus 2013 speelde Andersen mee in de eerste Jupiler League wedstrijd van Jong Ajax (2-0 winst) tegen Telstar, hij nam beide treffers voor Jong Ajax op zijn rekening.
Op 26 september 2013 scoorde Andersen zijn eerste officiële doelpunt in de hoofdmacht van Ajax in de KNVB Beker wedstrijd thuis tegen FC Volendam die met 4-2, na verlenging, werd gewonnen. Op 1 oktober 2013 maakte Andersen zijn debuut in Europa voor Ajax in de UEFA Champions League in de thuiswedstrijd tegen AC Milan, die in 1-1 eindigde, verving Andersen in de 64e minuut Lesley de Sa.

### Verhuur aan Willem II
Met de komst van Nemanja Gudelj in het nieuwe seizoen en de ontwikkeling van Riechedly Bazoer werd duidelijk dat er voor Andersen geen plek was op het middenveld. Ajax besloot hem daarom te verhuren. Op 25 augustus 2015 werd door Ajax bekendgemaakt dat Andersen per direct werd verhuurd aan Willem II. Op 28 augustus 2015 maakte Andersen in de Eredivisie-wedstrijd tegen N.E.C. zijn officiële debuut voor Willem II (1-0 verlies). Hij verving na 70 minuten spelen Erik Falkenburg. In het uitduel met FC Twente op 28 november 2015 maakte Andersen zijn eerste hattrick. In de eerste helft wist hij drie keer het net te vinden waarmee Willem II met een 3-1-voorsprong de rust in ging. Dit bleef tevens de eindstand.
Andersen eindigde de reguliere competitie met Willem II op de zestiende plaats, waardoor de ploeg play-offs moest spelen om degradatie te voorkomen. De eerste tegenstander hierin was Almere City. Willem II won uit met 0-1 en thuis met 5-2. Andersen maakte tijdens de tweede wedstrijd de tweede hattrick in zijn carrière. Hij schoot zowel de 1-0, 4-1 als 5-1 binnen.

### Grasshopper
Na zijn verhuur aan Willem II moest Andersen bij de selectie van Jong Ajax aansluiten. Mede hierdoor maakte Andersen in juli 2016 een overstap naar Grasshopper, de nummer vier van Zwitserland in het voorgaande seizoen. Hier tekende hij een contract tot medio 2020. Willem II wou Andersen opnieuw huren, maar zowel Ajax als Andersen gaven de voorkeur aan een verkoop. Andersen maakte op 21 juli 2016 zijn officiële debuut voor Grasshopper in de tweede voorronde van de UEFA Europa Leauge. Op die dag won de ploeg van Andersen met 2-1 van KR Reykjavík uit IJsland. Andersen begon deze wedstrijd in de basis en werd na 73 minuten vervangen door Florian Kamberi. Zijn eerste officiële doelpunt volgde op 31 juli 2016 in de competitiewedstrijd in en tegen FC Luzern. Andersen verkleinde in de 50e minuut de 2-0 achterstand tot 2-1. Grasshopper verloor deze wedstrijd uiteindelijk met 4-3.

### AaB
In het seizoen 2018/19 speelt hij op huurbasis voor Aalborg BK. Daarna nam de club hem definitief over en speelde hij vier seizoenen lang voor Aalborg.

### QPR
In de winter van 2024 liep zijn contract bij AaB af waarop de Engelse club Queens Park Rangers FC hem transfervrij kon binnenhalen. Bij deze club, dat uitkomt in de EFL Championship, werd Andersen herenigd met zijn voormalige trainer Marti Cifuentes. Hij maakte zijn debuut in de thuiswedstrijd tegen Norwich City FC op 10 februari 2024. Hij kwam in de 66ste minuut in het veld en gaf de assist voor de gelijkmaker (2-2) van Michael Frey. Eind juni 2025 bracht QPR een statement uit dat Andersen later die maand de club zou verlaten, vanwege het einde van zijn contract. Gedurende zijn dienstverband van bijna twee jaar scoorde Andersen drie keer voor de Londense club.

## Carrièrestatistieken[13]
Beloften
| Seizoen | Club      |                    | Competitie     | Competitie | Competitie |
| Seizoen | Club      | Wed.               | Competitie     | Dlp.       |            |
| ------- | --------- | ------------------ | -------------- | ---------- | ---------- |
| 2013/14 | Jong Ajax | Vlag van Nederland | Eerste divisie | 18         | 6          |
| 2014/15 | Jong Ajax | Vlag van Nederland | Eerste divisie | 2          | 1          |
| 2015/16 | Jong Ajax | Vlag van Nederland | Eerste divisie | 3          | 0          |
| Totaal  | Totaal    | Totaal             | Totaal         | 23         | 7          |

Senioren
| Seizoen         | Club                   |                      | Competitie       | Competitie | Competitie | Beker | Beker | Internationaal | Internationaal | Overig | Overig | Totaal | Totaal |
| Seizoen         | Club                   | Wed.                 | Competitie       | Dlp.       | Wed.       | Dlp.  | Wed.  | Dlp.           | Wed.           | Dlp.   | Wed.   | Dlp.   |        |
| --------------- | ---------------------- | -------------------- | ---------------- | ---------- | ---------- | ----- | ----- | -------------- | -------------- | ------ | ------ | ------ | ------ |
| 2010/11         | Aalborg BK             | Vlag van Denemarken  | Superligaen      | 11         | 0          | 0     | 0     | 0              | 0              | 0      | 0      | 11     | 0      |
| 2011/12         | Aalborg BK             | Vlag van Denemarken  | Superligaen      | 22         | 1          | 1     | 0     | 0              | 0              | 0      | 0      | 23     | 1      |
| 2012/13         | Aalborg BK             | Vlag van Denemarken  | Superligaen      | 7          | 2          | 0     | 0     | 0              | 0              | 0      | 0      | 7      | 2      |
| Club totaal     | Club totaal            | Club totaal          | Club totaal      | 40         | 3          | 1     | 0     | 0              | 0              | 0      | 0      | 41     | 3      |
| 2012/13         | Ajax                   | Vlag van Nederland   | Eredivisie       | 1          | 0          | 0     | 0     | 0              | 0              | 0      | 0      | 1      | 0      |
| 2013/14         | Ajax                   | Vlag van Nederland   | Eredivisie       | 9          | 0          | 2     | 1     | 4              | 0              | 1      | 0      | 16     | 1      |
| 2014/15         | Ajax                   | Vlag van Nederland   | Eredivisie       | 27         | 2          | 2     | 1     | 7              | 1              | 1      | 0      | 37     | 4      |
| Club totaal     | Club totaal            | Club totaal          | Club totaal      | 37         | 2          | 4     | 2     | 11             | 1              | 2      | 0      | 54     | 5      |
| 2015/16         | → Willem II (huur)     | Vlag van Nederland   | Eredivisie       | 30         | 6          | 3     | 1     | —              | —              | 4      | 3      | 37     | 10     |
| Club totaal     | Club totaal            | Club totaal          | Club totaal      | 30         | 6          | 3     | 1     | 0              | 0              | 4      | 3      | 37     | 10     |
| 2016/17         | Grasshoppers           | Vlag van Zwitserland | Super League     | 33         | 6          | 2     | 0     | 6              | 1              | —      | —      | 41     | 7      |
| 2017/18         | Grasshoppers           | Vlag van Zwitserland | Super League     | 22         | 4          | 3     | 0     | —              | —              | —      | —      | 25     | 4      |
| 2018/19         | Grasshoppers           | Vlag van Zwitserland | Super League     | 4          | 0          | 0     | 0     | 0              | 0              | 0      | 0      | 4      | 0      |
| Club totaal     | Club totaal            | Club totaal          | Club totaal      | 59         | 10         | 5     | 0     | 6              | 1              | 0      | 0      | 70     | 11     |
| 2018/19         | Aalborg BK             | Vlag van Denemarken  | Superligaen      | 23         | 10         | 4     | 0     | 0              | 0              | 0      | 0      | 27     | 10     |
| 2019/20         | Aalborg BK             | Vlag van Denemarken  | Superligaen      | 27         | 10         | 3     | 1     | 0              | 0              | 0      | 0      | 30     | 11     |
| 2020/21         | Aalborg BK             | Vlag van Denemarken  | Superligaen      | 18         | 1          | 1     | 0     | 0              | 0              | 0      | 0      | 19     | 1      |
| 2021/22         | Aalborg BK             | Vlag van Denemarken  | Superligaen      | 7          | 0          | 0     | 0     | 0              | 0              | 0      | 0      | 7      | 0      |
| 2022/23         | Aalborg BK             | Vlag van Denemarken  | Superligaen      | 31         | 1          | 6     | 1     | 0              | 0              | 0      | 0      | 37     | 2      |
| 2023/24         | Aalborg BK             | Vlag van Denemarken  | 1. division      | 14         | 2          | 1     | 0     | 0              | 0              | 0      | 0      | 15     | 2      |
| Club Totaal     | Club Totaal            | Club Totaal          | Club Totaal      | 120        | 24         | 15    | 2     | 0              | 0              | 0      | 0      | 135    | 26     |
| 2023/24         | Queens Park Rangers FC | Vlag van Engeland    | EFL Championship | 16         | 1          | 0     | 0     | 0              | 0              | 0      | 0      | 16     | 1      |
| 2024/25         | Queens Park Rangers FC | Vlag van Engeland    | EFL Championship | 33         | 2          | 2     | 0     | 0              | 0              | 0      | 0      | 35     | 2      |
| Carrière totaal | Carrière totaal        | Carrière totaal      | Carrière totaal  | 335        | 66         | 30    | 5     | 17             | 2              | 6      | 3      | 388    | 76     |

Bijgewerkt op 4 juni 2025.

## Interlandcarrière

### Denemarken
Door blessures van Thomas Kahlenberg, Pierre Højbjerg, Michael Krohn-Dehli en Morten Rasmussen riep bondscoach Morten Olsen Andersen op 15 november 2014 voor het eerst op voor het Deens voetbalelftal. Drie dagen later debuteerde hij als linksbuiten in de basiself tijdens een oefeninterland in en tegen Roemenië in Boekarest, net als Nicolaj Thomsen (AaB), Kian Hansen (FC Nantes) en Anders Christiansen (FC Nordsjælland). Zijn eerste wedstrijd als international was na 28 minuten afgelopen voor hem. Na een elleboogstoot van een tegenstander verliet hij met bloedende mond het veld en werd hij direct naar een ziekenhuis gebracht. Andersen werd vervangen door Rasmus Würtz.
| Interlands van Lucas Andersen voor Denemarken | Interlands van Lucas Andersen voor Denemarken | Interlands van Lucas Andersen voor Denemarken | Interlands van Lucas Andersen voor Denemarken | Interlands van Lucas Andersen voor Denemarken | Interlands van Lucas Andersen voor Denemarken |
| №                                             | Datum                                         | Wedstrijd                                     | Uitslag                                       | Competitie                                    | Goals                                         |
| Als speler van Ajax                           | Als speler van Ajax                           | Als speler van Ajax                           | Als speler van Ajax                           | Als speler van Ajax                           | Als speler van Ajax                           |
| --------------------------------------------- | --------------------------------------------- | --------------------------------------------- | --------------------------------------------- | --------------------------------------------- | --------------------------------------------- |
| 1                                             | 18 november 2014                              | Roemenië - Denemarken                         | 2 – 0                                         | Vriendschappelijk                             | 0                                             |
| 2                                             | 8 juni 2015                                   | Denemarken - Montenegro                       | 2 – 1                                         | Vriendschappelijk                             | 0                                             |

Bijgewerkt t/m 8 juni 2015

## Erelijst

### MetAjax
| Competitie               | Winnaar | Winnaar          | Runner-up | Runner-up |
| Competitie               | Aantal  | Jaren            | Aantal    | Jaren     |
| ------------------------ | ------- | ---------------- | --------- | --------- |
| Nationaal                |         |                  |           |           |
| Nederlands landskampioen | 2x      | 2012/13, 2013/14 |           |           |
| Nederlandse Supercup     | 1x      | 2013             | 1x        | 2014      |
| KNVB beker               |         |                  | 1x        | 2013/14   |